# Kapitał rezerwowy
Kapitał rezerwowy – forma kapitału w podmiotach gospodarczych, która powstaje z:
- rezerw celowych tworzonych zgodnie z prawem,
- rezerw uznaniowych tworzonych indywidualnie przez przedsiębiorstwa,
- zmian wartości składników bilansu np. aktualizacja wyceny aktywów,
- nadwyżki ceny sprzedaży akcji nad ich wartością nominalną[1].

Gdy umowa (statut) przedsiębiorstwa nie wskazuje przeznaczenia kapitału rezerwowego, wykorzystywany jest on na dowolny cel, najczęściej na rozwój firmy lub pokrycie strat. Kapitał rezerwowy występuje w spółkach z ograniczoną odpowiedzialnością i spółkach akcyjnych.